# Йорис, Берт
Берт Йорис (род. 18 января 1957, Вилрейк, Антверпен) — бельгийский композитор и джазовый трубач. Основные инструменты — труба и флюгельгорн.

## Карьера
Родился в семье музыкантов. Рано начал заниматься музыкой, играл на пианино, скрипке и контрабасе, в тринадцать выбрал трубу. Решил получить классическое музыкальное образование и поступил в Королевскую консерваторию Фландрии, в это же время наиболее сильно заинтересовался музыкой Сергея Прокофьева, Игоря Стравинского и Клода Дебюсси. Между тем, всё больше стало проявляться его увлечение джазом. В семнадцать лет прерывает учёбу в консерватории, чтобы сосредоточиться именно на джазовой музыке.
Профессиональный дебют Б. Йориса состоялся в 1978 году с оркестром BRT-Jazzorkest под руководством Этьена Фершуэрена. С этим оркестром он сотрудничал до 1987 года, причём не только как трубач, но и как композитор, аранжировщик и дирижёр. В 1987 году Б. Йорис преподавал в Берне, в Швейцарской школе джаза, где у него также был биг-бэнд. В Lemmens институте в Левене, он начал свой джазовый курс. Кроме того, в течение ряда лет работал в консерватории Хилверсюма.
Берт Йорис снискал международную славу как джазовый композитор, стремящийся к написанию глубоких искренних мелодий, изобилующих цитатами из классики и раннего американского джаза, мастер голубых нот, талантливый солист, регулярно выступающий с различными музыкантами и ансамблями в Европе и США. Много работал вместе с квартетом Филиппа Катрин и Европейским квинтетом Мишеля Герра. В его собственном квартете играют его друзья — пианист Дадо Морони, барабанщик Дре Паллемертс и контрабасист Филипп Эртс. Сам Йорис часто даёт концерты в качестве солиста, композитора и дирижёра по приглашению больших биг-бэндов и оркестров, в частности, наиболее часто выступает с Брюссельским джазовым оркестром (Brussels Jazz Orchestra). Он является постоянным гостем антверпенского фестиваля Jazz Middelheim.

## Награды
- 1996 — Django d’Or (Бельгия)
- 1998 — лучший бельгийский джазовый трубач, приз слушателей RTBf, VRT и французской прессы
- 2008 — приз радиостанции Klara за альбом Magone
- 2009 — Фламандская премия в области музыкальной культуры[1]
- 2012 — звание Maestro Honoris Causa, присуждающееся Фондом консерватории Антверпена[2]

## Дискография

### Альбомы
| Альбом                                                       | Дата выхода | Дата выступления | Наивысшая строчка | Недели | Примечание |
| ------------------------------------------------------------ | ----------- | ---------------- | ----------------- | ------ | --- |
| Sweet Seventina                                              | 1986        |                  |                   |        | Bert Joris Quartet                                                                                                 |
| Solid Steps                                                  | 1986        |                  |                   |        | Bert Joris Quartet / Вместе с Joe Lovano                                                                           |
| Swiss Jazz School Big Band Live at Montreux                  | 1997        | -                | -                 | -      | Livealbum |
| Le Bal Masqué                                                | 1998        |                  |                   |        | Вместе с Дре Паллемертс                                                                                            |
| The September Sessions                                       | 1999        |                  |                   |        | Вместе с Брюссельским джазовым оркестром                                                                           |
| The Music of Bert Joris with the Brussels Jazz Orchestra     | 2002        | 2001             |                   |        | Двойной альбом. 1. Innocent Blues. 2. Warp 9. Вместе с Брюссельским джазовым оркестром                             |
| Meeting Colours                                              | 2005        | 28-05-2005       | 75                | 3      | Вместе с Филиппом Катрин и Брюссельским джазовым оркестром                                                         |
| Dangerous Liaison                                            | 2006        | 05-2006          |                   |        | Вместе с Королевским филармоническим оркестром Фландрии и Брюссельским джазовым оркестром. Дир. Даньеле Каллегари. |
| Magone                                                       | 2007        | 21-07-2007       | 93                | 3      | Bert Joris Quartet                                                                                                 |
| Signs and Signatures                                         | 2010        | 09-2010          |                   |        | Вместе с Брюссельским джазовым оркестром                                                                           |
| Only for the Honest                                          | 2011        | 05-11-2011       | 96                | 1      | Bert Joris Quartet                                                                                                 |
| Live at De Roma: Bert Joris & Tutu Puoane with deFilharmonie | 2013        | 11-10-2013       |                   |        | Вместе с Королевским филармоническим оркестром Фландрии                                                            |

## Интересные факты
Обе части двойного альбома The Music of Bert Joris with the Brussels Jazz Orchestra содержат как ранние композиции Б. Йориса, написанные им ещё в 1980-е годы, так и относящиеся к 1990-м. Название второй части Warp 9 дала одноимённая пьеса, в которой композитор хотел выразить своё понимание скорости как таковой, идея мелодии как аллюзия научно-фантастического сериала Звёздный путь (Star Trek).
Альбом Dangerous Liaison представляет собой запись концерта, состоявшего в концертном зале deSingel 28 мая 2006 года в Брюсселе, в котором принимали участие Королевский филармонический оркестр Фландрии под управлением Даньеле Каллегари и Брюссельский джазовый оркестр. На концерте состоялась мировая премьера нового сочинения композитора Between Hope and Despair. К своим ранним произведениям Anna и Alone at Last, Берт Йорис добавил Dangerous Liaison и упомянутую новую композицию — так родилась настоящая джаз-сюита, замечательное сочетание симфонической музыки и джаза, в исполнении которой принимали участие более 100 музыкантов симфонического оркестра и биг-бэнда. Таким образом, композитор снова вернулся к симфоджазу, музыкальные идеи которого были предложены ещё С. Прокофьевым и Дж. Гершвиным.